# Imed Louati
Imed Louati (født 11. oktober 1993 in Sfax, Tunesien) er en tunesisk fodboldspiller, der er angriber for den libysk fodbold klub Al-Nasr SC.

## Karriere

### CS Sfaxien
Louati begyndt sin fodboldkarriere i den tunesiske klub CS Sfaxien i 2012. Han fik sin førsteholdsdebut for klubben den 1. september 2012 mod EGS Gafsa, hvor han blev skiftet ind i stedet for Fakhreddine Ben Youssef i det 82. minut. Hans træner, Philippe Troussier, anså ham for at have en stor fremtid.

### Hangzhou Greentown
Den 8. januar 2015 offentliggjorde CS Sfaxien, at Louati var blevet udlejet til Hangzhou Greentown i Chinese Super League de næste seks måneder. Her var Philippe Troussier i mellemtiden blevet træner. Hangzhou Greentown bekræftede først lejemålet den 28. januar 2015.
I juni 2015 gjorde Hangzhou Greentown lejeaftalen til en permanent kontrakt, men da Troussier blev fyret i klubben, blev Louati udlejet til Gyeongnam FC allerede en måned senere.
Louati nåede at spille 14 kampe og score et mål for Hangzhou Greentown i den bedste kinesiske liga.

### Dalkurd FF
Louati var i efteråret 2016 udlejet til svenske Dalkurd FF i den næstbedste række. Han scorede tre mål i fem kampe inden han fik en korsbåndsskade og var ude resten af året.

### Vejle Boldklub
Den 9. februar 2017 annoncerede Vejle Boldklub på klubbens hjemmeside, at Imed Louati var rejst med holdet på træningslejr i Tyrkiet forud for foråret i 2016/2017-sæsonen. Klubben skrev desuden, at Louati undervejs på den 12 dage lange træningslejr ville sætte sin signatur på en aftale med traditionsklubben. Handlen var en fri transfer, da Louatis kontrakt med  Hangzhou Greentown udløb i januar 2017. Vejle Boldklubs kendskab til Louati var stort, da hans cheftræner i Dalkurd FF, Johan Sandahl, i vinterpausen blev assistenttræner i VB.
Han fik sin officielle debut i den tredje ligakamp i foråret 2017, da han som indskifter kom på banen til de sidste 26 minutter i udesejren over AB. I den efterfølgende hjemmekamp mod Vendsyssel FF scorede han sit første mål for Vejle Boldklub. I hans første halvsæson scorede han fire mål i ti kampe for klubben. 
I den efterfølgende 2017/2018-sæson blev Louati ligatopscorer for VB, da han med 10 mål var med til at sikre klubben førstepladsen i landets næstbedste række og dermed sikre oprykning til Superligaen.

## Titler
CS Sfaxien
- CAF Confederation Cup: 2013
- Tunisian Ligue Professionnelle 1: 2012–13

## References
1. ↑  Hobro henter tidligere Vejle-profil på fri transfer Martin Termansen, 12. september 2019 på amtsavisen.dk
2. ↑  http://www.shemsfm.net/fr/actualite/philippe-troussier-imed-louati-est-excellent-mais-il-doit-quitter-le-css-91102 Arkiveret 30. marts 2020 hos  Wayback Machine Philippe Troussier : Imed Louati est excellent mais il doit quitter le CSS]
3. ↑  "Imed Louati à Hangzhou Greentown sous forme de prêt de 6 mois". Arkiveret fra originalen 4. marts 2016. Hentet 9. februar 2017.
4. ↑  "杭州绿城宣布突尼斯新星加盟：身高1米9 前场多面手". Arkiveret fra originalen 11. februar 2017. Hentet 9. februar 2017.
5. ↑  绿城签澳大利亚国脚弃布拉比 努阿提租借战韩国
6. ↑  "Vejle Boldklub | NYHEDER". Arkiveret fra originalen 11. februar 2017. Hentet 9. februar 2017.